# Ma Zhanshan
Ma Zhanshan (en chino tradicional, 馬占山; en chino simplificado, 马占山; pinyin, Mǎ Zhànshān; Wade-Giles, Ma Chan-shan / Huaide, 30 de noviembre de 1885 - Beijing, 29 de noviembre de 1950) fue un militar chino de la etnia Hui que llegó al rango de general. Tuvo una anecdótica trayectoria, ya que aunque inicialmente se opuso a la invasión japonesa de Manchuria, llegó a desertar y colaborar brevemente con el estado títere Manchukuo, para luego desertar nuevamente y volver a oponerse a la ocupación japonesa. También fue militante del nacionalista Kuomintang, a pesar de lo cual posteriormente se asoció con el Partido Comunista de China.

## Biografía

### Juventud y carrera militar
Ma nació en Gongzhuling, en la provincia de Jilin, en una familia de pastores humildes. Aunque algunas fuentes señalan que nació en  Liaoning en 1887, la mayoría de fuentes señalan su fecha de nacimiento en 1885. A los 20 años se convirtió en guardián del condado de Huaide, y posteriormente ascendería de rango, destacando por sus cualidades castrenses. Ma pertenecía a la etnia hui y era musulmán. Su nombre musulmán era Muazzam Husain. Tras la proclamación de la República en 1912, pasó a servir en el nuevo ejército. Posteriormente pasó a servir en el Ejército del Noreste, mandado por el señor de la guerra manchú Zhang Zuolin, época en la que mandó varias unidades de caballería. Hacia 1928 era jefe de la lucha anti-bandidaje y comandante provincial de las fuerzas de caballería en Heilongjiang. La diplomacia británica de la época lo describía como un militar «bandido» que, sin recibir entrenamiento o instrucción, era un experto francotirador y un maestro con el caballo.

### Conflictos en Manchuria
Tras el llamado Incidente de Mukden, tropas japonesas del Ejército de Kwantung invadieron las provincias manchúes de Liaoning y Jilin. En esa situación fue nombrado gobernador de la provincia de Heilongjiang, en sustitución del anterior que se encontraba en Beijing. Ma hizo destruir el puente ferroviario de Nenjiang para evitar que los invasores japoneses lo utilizasen. Desobedeciendo las órdenes de Chiang Kai-shek de no oponer resistencia a los japoneses, Ma Zhanshan resistió los ataques japoneses y durante dos días logró mantener sus posiciones en torno a Nenjiang, hasta que tuvo que retirarse por la llegada de refuerzos nipones. Aunque no logró asegurar el puente, el general Zhanshan se convirtió en un héroe nacional en China por la resistencia que ofreció, que fue ampliamente reportada por la prensa china e internacional. Para colmo de males, hubo de hacer frente a las tropas del general Zhang Haipeng, que se había pasado al bando japonés, y que en cooperación con el Ejército de Kwantung lograron derrotar al ejército de Ma Zhanshan. El 16 de noviembre, a pesar de sus bajas, Ma rechazó un ultimátum japonés para entregar Qiqihar, la capital de Heilongjiang. Sin embargo, dos días después hubo de retirarse finalmente y refugiarse en Hailun. A comienzos de 1932 Japón ya había asegurado el control de Manchuria.
El coronel japonés Kenji Doihara entró en contacto con Ma Zhanshan para ofrecer desertar al bando japonés a cambio de recibir una importante suma de dinero. Ma aceptó y en enero de 1932 asistió a un encuentro sobre la fundación del nuevo estado títere de Manchukuo. Entre febrero y abril de 1932 llegó a colaborar con las nuevas autoridades niponas. Sin embargo, en el mes de abril anunció su ruptura con los japoneses y su fidelidad al gobierno nacionalista de Nanjing, formando un ejército independiente.
El general Ma Zhanshan dirigió una guerrilla en su lucha contra los japoneses, llevando a cabo numerosos ataques contra los japoneses en Manchukuo. Ma llegó a causarles tantos problemas que cuando su equipo y su caballo fueron capturados después de un combate, los japoneses los presentaron al emperador en Tokio en la creencia de que había muerto. Se enfurecieron al descubrir que, lejos de fallecer, había sobrevivido y escapado. A pesar de su fama y sus acciones, Ma Zhanshan resultó seriamente derrotado a finales de 1932. Escapó a la Unión Soviética, pasando posteriormente por Alemania e Italia, y no regresaría a China hasta 1933. Después de que el general Ma escapase, sus hombres mantuvieron la lucha de guerrillas en el territorio, y siguieron creando problemas a los japoneses.

### Últimos años
A su regreso a China, Ma Zhanshan solicitó a Chiang Kai-shek que le proporcionase tropas para luchar contra la invasión japonesa, pero Chiang le ignoró y lo destinó a Tianjin, donde quedó en un segundo plano. Tras el estallido de la segunda guerra sino-japonesa en 1937, Chiang lo puso al frente de un grupo de combate que debía actuar en las provinvias de Liaoning, Jilin, Heilongjiang y Rehe, así como cooperar con las tropas al mando de Fu Zuoyi. Pero, ante los sucesivas derrotas del Ejército Nacional Revolucionario, Zhanshan no tardó en abjurar de la política del Kuomintang y entró en contactos con las fuerzas comunistas para cooperar con sus unidades. Siguió colaborando con los comunistas incluso en plena guerra civil entre el PCCh y los nacionalistas del Kuomintang. Tras la fundación de la República Popular de China en 1949, al año siguiente fue invitado a participar en la Conferencia Consultiva Política del Pueblo Chino. No llegó a acudir debido a su repentino fallecimiento en noviembre de 1950.